# Jonathan A. Campbell
Jonathan Atwood Campbell (sinh ngày 13 tháng 5 năm 1947) là một nhà lưỡng cư học người Mỹ.
Ông hiện là giáo sư sinh vật học tại Đại học Texas thuộc Arlington. Ông là một Giáo sư lỗi lạc và là trưởng khoa Sinh vật học, Đại học Texas thuộc Arlington, Texas.
Campbell đạt được bằng Cử nhân Sinh học tại Đại học Texas thuộc Arlington, và đạt được bằng PhD trong lĩnh vực Phân loại học và Sinh thái học vào năm 1982 tại Đại học Kansas.

## Phân loại

### Các phân loại được đặt tên theo ông
Các phân loại được đặt tên theo ông bao gồm: 
- Bothrocophias campbelli (Freire-Lascano, 1991)[3]
- Abronia campbelli Brodie & Savage, 1993[3]
- Bothrops jonathani Harvey, 1994
- Incilius campbelli (Mendelson, 1994)
- Craugastor campbelli (Smith, 2005)
- Anolis campbelli (Köhler & Smith, 2008)[3]

### Các phân loại được ông mô tả
Các phân loại được ông mô tả bao gồm: 
- Abronia anzuetoi Campbell & Frost, 1993
- Abronia frosti Campbell, Sasa, Acevedo & Mendelson, 1998
- Abronia gaiophantasma Campbell & Frost, 1993
- Abronia leurolepis Campbell & Frost, 1993
- Abronia meledona Campbell & Brodie, 1999
- Abronia mitchelli Campbell, 1982
- Abronia ornelasi Campbell, 1984
- Abronia ramirezi Campbell, 1994
- Abronia smithi Campbell & Frost, 1993
- Adelphicos daryi Campbell & Ford, 1982
- Adelphicos ibarrorum Campbell & Brodie, 1988
- Amietophrynus Frost, Grant, Faivovich, Bain, Haas, Haddad, de Sá, Channing, Wilkinson, Donnellan, Raxworthy, Campbell, Blotto, Moler, Drewes, Nussbaum, Lynch, Green & Wheeler, 2006
- Anolis naufragus (Campbell, Hillis & Lamar, 1989)
- Bokermannohyla Faivovich, Haddad, Garcia, Frost, Campbell & Wheeler, 2005
- Bolitoglossa centenorumCampbell, Smith, Streicher, Acevedo & Brodie, 2010
- Bolitoglossa daryorum Campbell, Smith, Streicher, Acevedo & Brodie, 2010
- Bolitoglossa eremia Campbell, Smith, Streicher, Acevedo & Brodie, 2010
- Bolitoglossa huehuetenanguensis Campbell, Smith, Streicher, Acevedo & Brodie, 2010
- Bolitoglossa kaqchikelorum Campbell, Smith, Streicher, Acevedo & Brodie, 2010
- Bolitoglossa la Campbell, Smith, Streicher, Acevedo & Brodie, 2010
- Bolitoglossa ninadormida Campbell, Smith, Streicher, Acevedo & Brodie, 2010
- Bolitoglossa nussbaumi Campbell, Smith, Streicher, Acevedo & Brodie, 2010
- Bolitoglossa nympha Campbell, Smith, Streicher, Acevedo & Brodie, 2010
- Bolitoglossa pacaya Campbell, Smith, Streicher, Acevedo & Brodie, 2010
- Bolitoglossa psephena Campbell, Smith, Streicher, Acevedo & Brodie, 2010
- Bolitoglossa suchitanensis Campbell, Smith, Streicher, Acevedo & Brodie, 2010
- Bolitoglossa tzultacaj Campbell, Smith, Streicher, Acevedo & Brodie, 2010
- Bolitoglossa xibalba Campbell, Smith, Streicher, Acevedo & Brodie, 2010
- Bothriechis thalassinus Campbell & Smith, 2000
- Bothrocophias Gutberlet & Campbell, 2001
- Bothrocophias myersi Gutberlet & Campbell, 2001
- Bromeliohyla Faivovich, Haddad, Garcia, Frost, Campbell & Wheeler, 2005
- Cenaspis Campbell, Smith & Hall, 2018
- Cerrophidion Campbell & Lamar, 1992
- Cerrophidion tzotzilorum (Campbell, 1985)
- Chapinophis xanthocheilus Campbell & Smith, 1998
- Charadrahyla Faivovich, Haddad, Garcia, Frost, Campbell & Wheeler, 2005
- Charadrahyla nephila (Mendelson & Campbell, 1999)
- Charadrahyla tecuani Campbell, Blancas-Hernández & Smith, 2009
- Coniophanes alvarezi Campbell, 1989
- Craugastor adamastus (Campbell, 1994)
- Craugastor amniscola (Campbell & Savage, 2000)
- Craugastor aphanus (Campbell, 1994)
- Craugastor catalinae (Campbell & Savage, 2000)
- Craugastor charadra (Campbell & Savage, 2000)
- Craugastor inachus (Campbell & Savage, 2000)
- Craugastor palenque (Campbell & Savage, 2000)
- Craugastor pelorus (Campbell & Savage, 2000)
- Craugastor polymniae (Campbell, Lamar & Hillis, 1989)
- Craugastor psephosypharus (Campbell, Savage & Meyer, 1994)
- Craugastor rhyacobatrachus (Campbell & Savage, 2000)
- Craugastor rivulus (Campbell & Savage, 2000)
- Craugastor rupinius (Campbell & Savage, 2000)
- Craugastor sabrinus (Campbell & Savage, 2000)
- Craugastor trachydermus (Campbell, 1994)
- Crotalus ericsmithi Campbell & Flores-Villela, 2008
- Crotalus tancitarensis Alvarado-díaz & Campbell, 2004
- Cruziohyla Faivovich, Haddad, Garcia, Frost, Campbell & Wheeler, 2005
- Cryptotriton monzoni (Campbell & Smith, 1998)
- Cryptotriton wakei (Campbell & Smith, 1998)
- Dendrotriton chujorum Campbell, Smith, Streicher, Acevedo & Brodie, 2010
- Dendrotriton kekchiorum Campbell, Smith, Streicher, Acevedo & Brodie, 2010
- Diploglossus ingridae Werler & Campbell, 2004
- Diploglossus legnotus Campbell & Camarillo, 1994
- Duellmanohyla Campbell & Smith, 1992
- Duttaphrynus Frost, Grant, Faivovich, Bain, Haas, Haddad, de Sá, Channing, Wilkinson, Donnellan, Raxworthy, Campbell, Blotto, Moler, Drewes, Nussbaum, Lynch, Green & Wheeler, 2006
- Ecnomiohyla Faivovich, Haddad, Garcia, Frost, Campbell & Wheeler, 2005
- Exerodonta abdivita (Campbell & Duellman, 2000)
- Exerodonta chimalapa (Mendelson & Campbell, 1994)
- Exerodonta perkinsi (Campbell & Brodie, 1992)
- Exerodonta xera (Mendelson & Campbell, 1994)
- Feihyla Frost, Grant, Faivovich, Bain, Haas, Haddad, de Sá, Channing, Wilkinson, Donnellan, Raxworthy, Campbell, Blotto, Moler, Drewes, Nussbaum, Lynch, Green & Wheeler, 2006
- Geophis pyburni Campbell & Murphy, 1977
- Ingerophrynus Frost, Grant, Faivovich, Bain, Haas, Haddad, de Sá, Channing, Wilkinson, Donnellan, Raxworthy, Campbell, Blotto, Moler, Drewes, Nussbaum, Lynch, Green & Wheeler, 2006
- Isthmohyla Faivovich, Haddad, Garcia, Frost, Campbell & Wheeler, 2005
- Itapotihyla Faivovich, Haddad, Garcia, Frost, Campbell & Wheeler, 2005
- Litoria michaeltyleri Frost, Grant, Faivovich, Bain, Haas, Haddad, de Sá, Channing, Wilkinson, Donnellan, Raxworthy, Campbell, Blotto, Moler, Drewes, Nussbaum, Lynch, Green & Wheeler, 2006
- Megastomatohyla Faivovich, Haddad, Garcia, Frost, Campbell & Wheeler, 2005
- Micrurus pachecogili Campbell, 2000
- Mixcoatlus Jadin, Smith & Campbell, 2011
- Myersiohyla Faivovich, Haddad, Garcia, Frost, Campbell & Wheeler, 2005
- Nototriton brodiei Campbell & Smith, 1998
- Nototriton stuarti Wake & Campbell, 2000
- Oedipina stenopodia Brodie & Campbell, 1993
- Otophryne pyburni Campbell & Clarke, 1998
- Plectrohyla acanthodes Duellman & Campbell, 1992
- Plectrohyla calthula (Ustach, Mendelson, McDiarmid & Campbell, 2000)
- Plectrohyla cyclada (Campbell & Duellman, 2000)
- Plectrohyla ephemera (Meik, Canseco-Márquez, Smith & Campbell, 2005)
- Plectrohyla miahuatlanensis Meik, Smith, Canseco-Márquez & Campbell, 2006
- Plectrohyla pokomchi Duellman & Campbell, 1984
- Plectrohyla psarosema (Campbell & Duellman, 2000)
- Plectrohyla tecunumani Duellman & Campbell, 1984
- Plectrohyla teuchestes Duellman & Campbell, 1992
- Porthidium hespere (Campbell, 1976)
- Poyntonophrynus Frost, Grant, Faivovich, Bain, Haas, Haddad, de Sá, Channing, Wilkinson, Donnellan, Raxworthy, Campbell, Blotto, Moler, Drewes, Nussbaum, Lynch, Green & Wheeler, 2006
- Pseudepidalea Frost, Grant, Faivovich, Bain, Haas, Haddad, de Sá, Channing, Wilkinson, Donnellan, Raxworthy, Campbell, Blotto, Moler, Drewes, Nussbaum, Lynch, Green & Wheeler, 2006
- Pseudoeurycea aquatica Wake & Campbell, 2001
- Pseudoeurycea orchileucos (Brodie, Mendelson & Campbell, 2002)
- Pseudoeurycea orchimelas (Brodie, Mendelson & Campbell, 2002)
- Ptychohyla acrochorda Campbell & Duellman, 2000
- Ptychohyla dendrophasma (Campbell, Smith & Acevedo, 2000)
- Ptychohyla panchoi Duellman & Campbell, 1982
- Ptychohyla sanctaecrucis Campbell & Smith, 1992
- Ptychohyla zophodes Campbell & Duellman, 2000
- Rhadinella anachoreta (Smith & Campbell, 1994)
- Rhadinella xerophila (Ariano-Sánchez & Campbell, 2018)
- Rhadinophanes monticola Myers & Campbell, 1981
- Tantilla ceboruca Canseco-márquez, Smith, Ponce-Campos, Flores-Villela & Campbell, 2007
- Tantilla impensa Campbell, 1998
- Tantilla sertula Wilson & Campbell, 2000
- Tantilla tecta Campbell & Smith, 1997
- Tantilla vulcani Campbell, 1998
- Tlalocohyla Faivovich, Haddad, Garcia, Frost, Campbell & Wheeler, 2005
- Vandijkophrynus Frost, Grant, Faivovich, Bain, Haas, Haddad, de Sá, Channing, Wilkinson, Donnellan, Raxworthy, Campbell, Blotto, Moler, Drewes, Nussbaum, Lynch, Green & Wheeler, 2006
- Xenosaurus penai Pérez Ramos, De La Riva & Campbell, 2000
- Xenosaurus phalaroanthereon Nieto-Montes De Oca, Campbell & Flores-Villela, 2001